# Monika Šmídová
Monika Šmídová (ur. 13 stycznia 1992 w Pilźnie) – czeska siatkarka, grająca na pozycji rozgrywającej. Od sezonu 2016/2017 występuje w Orlen Lidze, w drużynie Tauron MKS Dąbrowa Górnicza.

## Sukcesy reprezentacyjne
Mistrzostwa Europy Juniorek:
- 2010